# Atalanta Bergamasca Calcio 2008-2009
Questa voce raccoglie le informazioni riguardanti l'Atalanta Bergamasca Calcio nelle competizioni ufficiali della stagione 2008-2009.

## Stagione
L'Atalanta prende parte per la 49ª volta al campionato di Serie A.
I principali nuovi arrivi del calciomercato estivo sono il portiere Coppola dal Milan, il difensore Garics dal Napoli, i centrocampisti Cigarini (sempre dai partenopei) e Valdés; lasciano Bergamo Carrozzieri, Tissone e Muslimović.
L'inizio di campionato per l'Atalanta è molto positivo, con i nerazzurri che nelle prime giornate stazionano in alta classifica: merito di 3 vittorie, un pareggio e due sconfitte in trasferta.
Successivamente la squadra entra in una fase di leggera involuzione, dove riesce a ottenere i tre punti soltanto nella sfida casalinga contro il Napoli, battuto a Bergamo per il secondo anno consecutivo.
Le successive affermazioni contro Lazio e Udinese riportano l'Atalanta a ridosso della zona europea, dalla quale però è costretta nuovamente ad allontanarsi in coincidenza con un calendario difficile che la porta ad affrontare consecutivamente Genoa, Juventus, Palermo e Inter: solo contro i campioni in carica nerazzurri gli uomini di Delneri riescono a vincere.
I risultati già acquisiti nel girone d'andata consentono all'Atalanta di operare moderatamente sul calciomercato invernale: vengono ingaggiati in prestito Parravicini e Plasmati, ma l'arrivo più importante è quello del promettente terzino sinistro Peluso dall'AlbinoLeffe (operazione nella quale viene inserito il giovane attaccante guineano Cissé).
Nel girone di ritorno la squadra va incontro a un calo di prestazioni, ma alle sconfitte si alternano importanti vittorie contro le formazioni di pari livello e pochissimi pareggi: anche quest'anno l'Atalanta non scende praticamente mai al di sotto del livello di guardia e riesce a mantenersi a metà classifica fino alla fine del torneo.
Prima del rush finale del campionato, Christian Vieri rescinde di comune accordo con la società il contratto che da due anni lo legava all'Atalanta.
Si segnalano la vittoria esterna sul campo della Lazio e il pareggio in casa della Juventus: nell'ultima giornata l'Atalanta perde una gara molto combattuta (4-3) a San Siro contro i nuovamente campioni d'Italia dell'Inter.
In Coppa Italia il giovane Marconi realizza allo scadere la rete decisiva per superare il Modena: l'Atalanta dovrà poi capitolare nel turno successivo contro la Lazio, vittoriosa all'Olimpico per 2-0.

## Divise e sponsor
Lo sponsor tecnico per la stagione 2008-2009 è Erreà, mentre lo sponsor ufficiale è Sit-in Sport, azienda produttrice di erba sintetica. Il secondo sponsor, presente sulle maglie in piccolo in alto a destra, è Daihatsu, casa automobilistica. Il logo della squadra è al centro del petto, fra lo sponsor tecnico e quello secondario.
La divisa casalinga presenta una maglia con cinque strisce blu e quattro nere. Le spalle sono nere, bordate di bianco, mentre le maniche sono a strisce nero-blu. I calzoncini sono neri con profili laterali bianchi, e i calzettoni sono bicolori: nella metà superiore sono blu, mentre in quella sotto, neri. I numeri e i nomi sul dorso della maglia sono bianchi; il numero sui pantaloncini, sempre bianco, è sulla gamba sinistra.
La divisa da trasferta presenta una maglia bianca con striscia verticale bicolore sulla parte sinistra (vista frontale). I calzoncini sono bianchi con la medesima striscia verticale nero-blu e con un breve profilo blu su entrambi i lati, mentre i calzettoni sono bianchi con sottile striscia verticale blu e nera. Il numero sul dorso e sui calzoncini, e il nome, sono di colore dorato.
| Casa | Trasferta | 15ª edizione Trofeo Bortolotti |

## Organigramma societario
Area direttiva
- Presidente: Alessandro Ruggeri
- Vice presidente: Francesca Ruggeri
- Amministratore delegato: cav. Isidoro Fratus
- Direttore generale: Cesare Giacobazzi

Area organizzativa
- Segretario generale: Fabio Rizzitelli
- Team manager: Mirco Moioli

Area comunicazione
- Responsabile area comunicazione: Sergio Carrara
- Ufficio Stampa: Andrea Lazzaroni

Area marketing
- Ufficio marketing: Vitaliano Beretta

Area tecnica
- Direttore sportivo: Carlo Osti
- Allenatore: Luigi Delneri
- Collaboratore tecnico: Francesco Conti
- Preparatore atletico: Roberto De Bellis
- Preparatore dei portieri: Nello Malizia

Area sanitaria
- Responsabile sanitario: Bruno Sgherzi
- Massaggiatori: Alfredo Adami, Marcello Ginami, Renato Gotti

## Rosa
| N. |                      | Ruolo | Calciatore          |
| -- | -------------------- | ----- | ------------------- |
| 1  | Italia (bandiera)    | P     | Andrea Consigli     |
| 2  | Argentina (bandiera) | D     | Leonardo Talamonti  |
| 5  | Italia (bandiera)    | D     | Thomas Manfredini   |
| 6  | Italia (bandiera)    | D     | Gianpaolo Bellini   |
| 7  | Italia (bandiera)    | C     | Alessio Manzoni     |
| 7  | Italia (bandiera)    | C     | Michael Girasole    |
| 8  | Austria (bandiera)   | D     | György Garics       |
| 9  | Guinea (bandiera)    | A     | Karamoko Cissé      |
| 9  | Italia (bandiera)    | A     | Gianvito Plasmati   |
| 11 | Italia (bandiera)    | A     | Alessio Cerci       |
| 13 | Italia (bandiera)    | D     | Federico Peluso     |
| 15 | Italia (bandiera)    | C     | Diego De Ascentis   |
| 16 | Italia (bandiera)    | D     | Claudio Rivalta     |
| 17 | Italia (bandiera)    | C     | Tiberio Guarente    |
| 18 | Italia (bandiera)    | C     | Antonino D'Agostino |
| 20 | Cile (bandiera)      | C     | Jaime Valdés        |

| N. |                       | Ruolo | Calciatore                |
| -- | --------------------- | ----- | ------------------------- |
| 21 | Italia (bandiera)     | C     | Luca Cigarini             |
| 22 | Italia (bandiera)     | C     | Simone Padoin             |
| 23 | Portogallo (bandiera) | C     | Costinha                  |
| 26 | Argentina (bandiera)  | D     | Maximiliano Pellegrino    |
| 27 | Italia (bandiera)     | D     | Daniele Capelli           |
| 28 | Italia (bandiera)     | C     | Giacomo Bonaventura       |
| 31 | Italia (bandiera)     | P     | Ferdinando Coppola        |
| 32 | Italia (bandiera)     | A     | Christian Vieri           |
| 33 | Italia (bandiera)     | A     | Sergio Floccari           |
| 34 | Italia (bandiera)     | A     | Marino Defendi            |
| 55 | Italia (bandiera)     | C     | Francesco Parravicini     |
| 72 | Italia (bandiera)     | C     | Cristiano Doni (capitano) |
| 79 | Brasile (bandiera)    | C     | Adriano Ferreira Pinto    |
| 89 | Italia (bandiera)     | A     | Michele Marconi           |
| 99 | Italia (bandiera)     | A     | Simone Zaza               |

## Calciomercato

### Sessione estiva(dal 01/07 al 31/08)
| Acquisti | Acquisti           | Acquisti      | Acquisti          |
| R.       | Nome               | da            | Modalità          |
| -------- | ------------------ | ------------- | ----------------- |
| P        | Andrea Consigli    | Rimini        | fine prestito     |
| P        | Ferdinando Coppola | Milan         | compartecipazione |
| D        | György Garics      | Napoli        | compartecipazione |
| D        | Daniele Gasparetto | Legnano       | fine prestito     |
| D        | Stefano Mauri      | Sangiovannese | fine prestito     |
| D        | Michele Rinaldi    | Udinese       | fine prestito     |
| C        | Andrea Arrigoni    | Sangiovannese | fine prestito     |
| C        | Alessio Cerci      | Roma          | prestito          |
| C        | Michael Cia        | Südtirol      | fine prestito     |
| C        | Luca Cigarini      | Parma         | compartecipazione |
| C        | Andrea Lazzari     | Grosseto      | fine prestito     |
| C        | Alessio Manzoni    | Spezia        | fine prestito     |
| C        | Jaime Valdés       |               | svincolato        |
| A        | Karamoko Cissé     | Verona        | fine prestito     |
| A        | Marino Defendi     | Chievo        | fine prestito     |
| A        | Christian Tiboni   | Sassuolo      | fine prestito     |

| Cessioni | Cessioni           | Cessioni      | Cessioni                                      |
| R.       | Nome               | a             | Modalità                                      |
| -------- | ------------------ | ------------- | --------------------------------------------- |
| P        | George Forsyth     | Alianza Lima  | definitivo (100 000 €)                        |
| P        | Andrea Ivan        |               | svincolato                                    |
| D        | Nicola Barbetti    | Pizzighettone | prestito                                      |
| D        | Manuel Belleri     | Lazio         | fine prestito                                 |
| D        | Moris Carrozzieri  | Palermo       | definitivo (3,4 milioni €)                    |
| D        | Riccardo Fissore   | Vicenza       | fine prestito                                 |
| D        | Daniele Gasparetto | Modena        | prestito                                      |
| D        | Matteo Gentili     | Pergocrema    | prestito                                      |
| D        | Stefano Mauri      | Ternana       | prestito                                      |
| D        | Michele Rinaldi    | Rimini        | compartecipazione                             |
| C        | Andrea Arrigoni    | Mezzocorona   | prestito                                      |
| C        | Michael Cia        | Triestina     | compartecipazione                             |
| C        | Nicolò Crotti      | Prato         | prestito                                      |
| C        | Andrea Lazzari     | Cagliari      | compartecipazione                             |
| C        | Ivan Radovanović   | Pisa          | prestito                                      |
| C        | Fernando Tissone   | Udinese       | risoluzione compartecipazione (4,2 milioni €) |
| A        | Simone Inzaghi     | Lazio         | fine prestito                                 |
| A        | Antonio Langella   |               | svincolato                                    |
| A        | Zlatan Muslimović  | PAOK          | definitivo (600 000 €)                        |
| A        | Michele Paolucci   | Udinese       | fine prestito                                 |
| A        | Christian Tiboni   | Verona        | prestito                                      |

### Sessione invernale(dal 07/01 al 02/02)
| Acquisti | Acquisti              | Acquisti    | Acquisti                         |
| R.       | Nome                  | da          | Modalità                         |
| -------- | --------------------- | ----------- | -------------------------------- |
| D        | Federico Peluso       | AlbinoLeffe | definitivo (1 milione €)         |
| C        | Francesco Parravicini | Parma       | prestito                         |
| A        | Gianvito Plasmati     | Catania     | prestito con diritto di riscatto |

| Cessioni | Cessioni            | Cessioni    | Cessioni               |
| R.       | Nome                | a           | Modalità               |
| -------- | ------------------- | ----------- | ---------------------- |
| D        | Claudio Rivalta     | Torino      | definitivo (800 000 €) |
| C        | Giacomo Bonaventura | Pergocrema  | prestito               |
| C        | Antonino D'Agostino | Parma       | prestito               |
| C        | Alessio Manzoni     | Parma       | prestito               |
| A        | Karamoko Cissé      | AlbinoLeffe | compartecipazione      |
| A        | Michele Marconi     | Grosseto    | prestito               |

### Operazione esterna alle sessioni
| Acquistio | Acquistio | Acquistio | Acquistio |
| R.        | Nome      | da        | Modalità  |
| --------- | --------- | --------- | --------- |

| Cessione | Cessione        | Cessione | Cessione   |
| R.       | Nome            | a        | Modalità   |
| -------- | --------------- | -------- | ---------- |
| A        | Christian Vieri |          | svincolato |

## Risultati

### Serie A

#### Girone di andata
| Arbitro: | Russo (Nola) |

|               |           |  |
| S. Padoin 15’ | Marcatori |  |

| Arbitro: | Valeri (Roma) |

|  |           |             |
|  | Marcatori | 9’ Guarente |

| Arbitro: | Ciampi (Roma) |

|              |           |  |
| Paolucci 59’ | Marcatori |  |

| Arbitro: | N. Stefanini (Prato) |

|              |           |  |
| Floccari 79’ | Marcatori |  |

| Arbitro: | Tagliavento (Terni) |

|                         |           |  |
| Panucci 17’ Vučinić 31’ | Marcatori |  |

| Arbitro: | Girardi (San Donà di Piave) |

|                                       |           |                        |
| Floccari 35’, 77’ Garics 39’ Doni 83’ | Marcatori | 7’, 54’ (rig.) Cassano |

| Arbitro: | Valeri (Roma) |

|                 |           |                    |
| Mantovani 45+4’ | Marcatori | 62’ Ferreira Pinto |

| Arbitro: | Farina (Novi Ligure) |

|  |           |          |
|  | Marcatori | 80’ Kaká |

| Arbitro: | De Marco (Chiavari) |

|                          |           |              |
| Amoruso 62’ Stellone 64’ | Marcatori | 66’ Floccari |

| Bergamo 2 novembre 2008, ore 15:00 CET 10ª giornata | Atalanta       | 0 – 0 referto | Lecce | Stadio Atleti Azzurri d'Italia (10.236 spett.)\| Arbitro: \| Marelli (Como) \| |
| Arbitro:                                            | Marelli (Como) |               |       |                                                                                |

| Arbitro: | Damato (Barletta) |

|                               |           |                     |
| Felipe Melo 20’ Gilardino 23’ | Marcatori | 76’ (rig.) Floccari |

| Arbitro: | Brighi (Cesena) |

|                                                  |           |                   |
| Ferreira Pinto 61’ Manfredini 89’ Floccari 90+1’ | Marcatori | 72’ (rig.) Hamšík |

| Arbitro: | Trefoloni (Siena) |

|                            |           |            |
| Cozza 10’ Corradi 21’, 79’ | Marcatori | 90+4’ Doni |

| Arbitro: | Bergonzi (Genova) |

|                         |           |  |
| Valdés 54’ Floccari 68’ | Marcatori |  |

| Arbitro: | C. Russo (Nola) |

|                                  |           |  |
| Valdés 20’ Doni 78’ C. Vieri 88’ | Marcatori |  |

| Arbitro: | Giannoccaro (Lecce) |

|            |           |              |
| Sculli 86’ | Marcatori | 17’ Floccari |

| Arbitro: | Farina (Novi Ligure) |

|           |           |                                           |
| Vieri 47’ | Marcatori | 30’ Del Piero 38’ Legrottaglie 81’ Amauri |

| Arbitro: | Girardi (San Donà di Piave) |

|                                      |           |                                 |
| Miccoli 22’ Bresciano 39’ Cavani 81’ | Marcatori | 65’ Floccari 78’ Ferreira Pinto |

| Arbitro: | Rizzoli (Bologna) |

|                            |           |                   |
| Floccari 18’ Doni 28’, 34’ | Marcatori | 90+2’ Ibrahimović |

#### Girone di ritorno
| Arbitro: | Candussio (Cervignano del Friuli) |

|           |           |  |
| Frick 44’ | Marcatori |  |

| Arbitro: | Giannoccaro (Lecce) |

|  |           |           |
|  | Marcatori | 80’ Volpi |

| Arbitro: | Dondarini (Finale Emilia) |

|              |           |  |
| Guarente 24’ | Marcatori |  |

| Arbitro: | Tozzi (Ostia Lido) |

|  |           |              |
|  | Marcatori | 66’ Cigarini |

| Arbitro: | Morganti (Ascoli Piceno) |

|                           |           |  |
| Capelli 53’ Doni 56’, 59’ | Marcatori |  |

| Arbitro: | Giannoccaro (Lecce) |

|             |           |  |
| Pazzini 61’ | Marcatori |  |

| Arbitro: | Dondarini (Finale Emilia) |

|  |           |                                    |
|  | Marcatori | 78’ Langella 89’ (rig.) Pellissier |

| Arbitro: | Orsato (Schio) |

|                      |           |  |
| Inzaghi 7’, 71’, 74’ | Marcatori |  |

| Arbitro: | Saccani (Mantova) |

|                   |           |  |
| Floccari 46’, 73’ | Marcatori |  |

| Arbitro: | Dondarini (Finale Emilia) |

|                   |           |                 |
| Caserta 9’, 90+1’ | Marcatori | 30’, 48’ Padoin |

| Arbitro: | Trefoloni (Siena) |

|              |           |                                  |
| Plasmati 50’ | Marcatori | 59’ (rig.) Jovetić 90’ Gilardino |

| Napoli 11 aprile 2009, ore 15:00 CEST 31ª giornata | Napoli                       | 0 – 0 referto | Atalanta | Stadio San Paolo (36.773 spett.)\| Arbitro: \| Tommasi (Bassano del Grappa) \| |
| Arbitro:                                           | Tommasi (Bassano del Grappa) |               |          |                                                                                |

| Arbitro: | Rizzoli (Bologna) |

|  |           |              |
|  | Marcatori | 41’ Ceravolo |

| Arbitro: | Romeo (Verona) |

|  |           |               |
|  | Marcatori | 24’ Talamonti |

| Arbitro: | Pierpaoli (Firenze) |

|                                    |           |  |
| Quagliarella 42’, 74’ Pasquale 90’ | Marcatori |  |

| Arbitro: | Rosetti (Torino) |

|           |           |              |
| Valdés 9’ | Marcatori | 90’ Criscito |

| Arbitro: | Ayroldi (Molfetta) |

|                          |           |                            |
| Iaquinta 25’ Zanetti 36’ | Marcatori | 2’ Cigarini 44’ Pellegrino |

| Arbitro: | Pierpaoli (Firenze) |

|                   |           |                       |
| Plasmati 49’, 67’ | Marcatori | 32’ Succi 75’ Miccoli |

| Arbitro: | Rocchi (Firenze) |

|                                               |           |                            |
| Muntari 6’ Ibrahimović 12’, 81’ Cambiasso 80’ | Marcatori | 10’, 53’ Doni 25’ Cigarini |

### Coppa Italia

#### Turni eliminatori
| Arbitro: | Ayroldi (Molfetta) |

|                            |           |                  |
| Manfredini 31’ Marconi 90’ | Marcatori | 37’ (rig.) Bruno |

| Arbitro: | Trefoloni (Siena) |

|                        |           |  |
| Ledesma 17’ Pandev 82’ | Marcatori |  |

## Statistiche

### Statistiche di squadra
| Competizione | Punti | In casa | In casa | In casa | In casa | In casa | In casa | In trasferta | In trasferta | In trasferta | In trasferta | In trasferta | In trasferta | Totale | Totale | Totale | Totale | Totale | Totale | DR |
| Competizione | Punti | G       | V       | N       | P       | Gf      | Gs      | G            | V            | N            | P            | Gf           | Gs           | G      | V      | N      | P      | Gf     | Gs     | DR |
| ------------ | ----- | ------- | ------- | ------- | ------- | ------- | ------- | ------------ | ------------ | ------------ | ------------ | ------------ | ------------ | ------ | ------ | ------ | ------ | ------ | ------ | -- |
| Serie A      | 47    | 19      | 10      | 3       | 6       | 28      | 17      | 19           | 3            | 5            | 11           | 17           | 31           | 38     | 13     | 8      | 17     | 45     | 48     | -3 |
| Coppa Italia | -     | 1       | 1       | 0       | 0       | 2       | 1       | 1            | 0            | 0            | 1            | 0            | 2            | 2      | 1      | 0      | 1      | 2      | 3      | -1 |
| Totale       | -     | 20      | 11      | 3       | 6       | 30      | 18      | 20           | 3            | 5            | 12           | 17           | 33           | 40     | 14     | 8      | 18     | 47     | 51     | -4 |

### Andamento in campionato
| Giornata  | 1 | 2 | 3 | 4 | 5 | 6 | 7 | 8 | 9  | 10 | 11 | 12 | 13 | 14 | 15 | 16 | 17 | 18 | 19 | 20 | 21 | 22 | 23 | 24 | 25 | 26 | 27 | 28 | 29 | 30 | 31 | 32 | 33 | 34 | 35 | 36 | 37 | 38 |
| --------- | - | - | - | - | - | - | - | - | -- | -- | -- | -- | -- | -- | -- | -- | -- | -- | -- | -- | -- | -- | -- | -- | -- | -- | -- | -- | -- | -- | -- | -- | -- | -- | -- | -- | -- | -- |
| Luogo     | C | T | T | C | T | C | T | C | T  | C  | T  | C  | T  | C  | C  | T  | C  | T  | C  | T  | C  | C  | T  | C  | T  | C  | T  | C  | T  | C  | T  | C  | T  | T  | C  | T  | C  | T  |
| Risultato | V | V | P | V | P | V | N | P | P  | N  | P  | V  | P  | V  | V  | N  | P  | P  | V  | P  | P  | V  | V  | V  | P  | P  | P  | V  | N  | P  | N  | P  | V  | P  | N  | N  | N  | P  |
| Posizione | 6 | 2 | 6 | 3 | 9 | 5 | 8 | 9 | 10 | 11 | 11 | 10 | 10 | 10 | 7  | 8  | 10 | 11 | 10 | 11 | 11 | 11 | 10 | 8  | 8  | 9  | 10 | 10 | 10 | 10 | 10 | 11 | 11 | 11 | 11 | 11 | 11 | 11 |

Legenda:

Luogo: C = Casa; T = Trasferta. Risultato: V = Vittoria; N = Pareggio; P = Sconfitta.

### Statistiche dei giocatori
| Giocatore         | Serie A  | Serie A | Serie A     | Serie A    | Coppa Italia | Coppa Italia | Coppa Italia | Coppa Italia | Totale   | Totale | Totale      | Totale     |
| Giocatore         | Presenze | Reti    | Ammonizioni | Espulsioni | Presenze     | Reti         | Ammonizioni  | Espulsioni   | Presenze | Reti   | Ammonizioni | Espulsioni |
| ----------------- | -------- | ------- | ----------- | ---------- | ------------ | ------------ | ------------ | ------------ | -------- | ------ | ----------- | ---------- |
| G. Bellini        | 34       | 0       | 3           | 2          | 2            | 0            | 0            | 0            | 36       | 0      | 3           | 2          |
| G. Bonaventura    | 1        | 0       | 1           | 0          | -            | -            | -            | -            | 1        | 0      | 1           | 0          |
| D. Capelli        | 18       | 1       | 5           | 0          | 2            | 0            | 1            | 0            | 20       | 1      | 6           | 0          |
| A. Cerci          | 12       | 0       | 1           | 0          | 1            | 0            | 0            | 0            | 13       | 0      | 1           | 0          |
| L. Cigarini       | 23       | 3       | 9           | 0          | 1            | 0            | 0            | 0            | 24       | 3      | 9           | 0          |
| K. Cissé          | 0        | 0       | 0           | 0          | -            | -            | -            | -            | 0        | 0      | 0           | 0          |
| A. Consigli       | 17       | -21     | 0           | 0          | 1            | -2           | 0            | 0            | 18       | -23    | 0           | 0          |
| F. Coppola        | 22       | -27     | 0           | 0          | 1            | -1           | 1            | 0            | 23       | -28    | 1           | 0          |
| Costinha          | -        | -       | -           | -          | -            | -            | -            | -            | -        | -      | -           | -          |
| A. D'Agostino     | 1        | 0       | 0           | 0          | 1            | 0            | 1            | 0            | 2        | 0      | 1           | 0          |
| D. De Ascentis    | 23       | 0       | 5           | 0          | 2            | 0            | 0            | 0            | 25       | 0      | 5           | 0          |
| M. Defendi        | 19       | 0       | 0           | 0          | 1            | 0            | 0            | 0            | 20       | 0      | 0           | 0          |
| C. Doni           | 31       | 9       | 11          | 0          | 1            | 0            | 1            | 0            | 32       | 9      | 12          | 0          |
| A. Ferreira Pinto | 26       | 3       | 3           | 0          | 2            | 0            | 0            | 0            | 28       | 3      | 3           | 0          |
| S. Floccari       | 33       | 12      | 0           | 0          | 1            | 0            | 0            | 0            | 34       | 12     | 0           | 0          |
| G. Garics         | 35       | 1       | 4           | 0          | 1            | 0            | 0            | 0            | 36       | 1      | 4           | 0          |
| M. Girasole       | 1        | 0       | 0           | 0          | -            | -            | -            | -            | 1        | 0      | 0           | 0          |
| T. Guarente       | 33       | 2       | 10          | 1          | 2            | 0            | 1            | 0            | 35       | 2      | 11          | 1          |
| T. Manfredini     | 33       | 1       | 8           | 2          | 2            | 1            | 0            | 0            | 35       | 2      | 8           | 2          |
| A. Manzoni        | 1        | 0       | 0           | 0          | -            | -            | -            | -            | 1        | 0      | 0           | 0          |
| M. Marconi        | 3        | 0       | 0           | 0          | 1            | 1            | 1            | 0            | 4        | 1      | 1           | 0          |
| S. Padoin         | 36       | 3       | 4           | 0          | 1            | 0            | 0            | 0            | 37       | 3      | 4           | 0          |
| F. Parravicini    | 8        | 0       | 2           | 0          | -            | -            | -            | -            | 8        | 0      | 2           | 0          |
| M. Pellegrino     | 13       | 1       | 3           | 0          | 1            | 0            | 0            | 0            | 14       | 1      | 3           | 0          |
| F. Peluso         | 8        | 0       | 3           | 1          | -            | -            | -            | -            | 8        | 0      | 3           | 1          |
| G. Plasmati       | 25       | 5       | 2           | 0          | 2            | 0            | 0            | 0            | 27       | 5      | 2           | 0          |
| C. Rivalta        | 18       | 0       | 1           | 1          | 2            | 0            | 0            | 0            | 20       | 0      | 1           | 1          |
| L. Talamonti      | 30       | 1       | 4           | 0          | 0            | 0            | 0            | 0            | 30       | 1      | 4           | 0          |
| J. Valdes         | 28       | 3       | 4           | 1          | 1            | 0            | 0            | 0            | 29       | 3      | 4           | 1          |
| C. Vieri          | 9        | 2       | 1           | 0          | -            | -            | -            | -            | 9        | 2      | 1           | 0          |
| S. Zaza           | 2        | 0       | 0           | 0          | -            | -            | -            | -            | 2        | 0      | 0           | 0          |